# Rheinbrücke Konstanz
Die Rheinbrücke Konstanz (Alte Rheinbrücke) überspannt in Konstanz den Seerhein. Das Bauwerk ist eine kombinierte Straßen- und Eisenbahnbrücke. Es überführt eingleisig die Hochrheinbahn bei Streckenkilometer 413,5 und zusätzlich die Konzilstraße, welche die Innenstadt mit Petershausen verbindet. Zwei Fahrstreifen stadteinwärts und drei in der Gegenrichtung weist die Straßenbrücke auf. Zusätzlich sind stadtauswärts links (rheinabwärts) ein Radweg für beide Richtungen und rechts ein Gehweg angeordnet. An der Brücke beginnt die Kilometrierung des Rheins.

## Geschichte

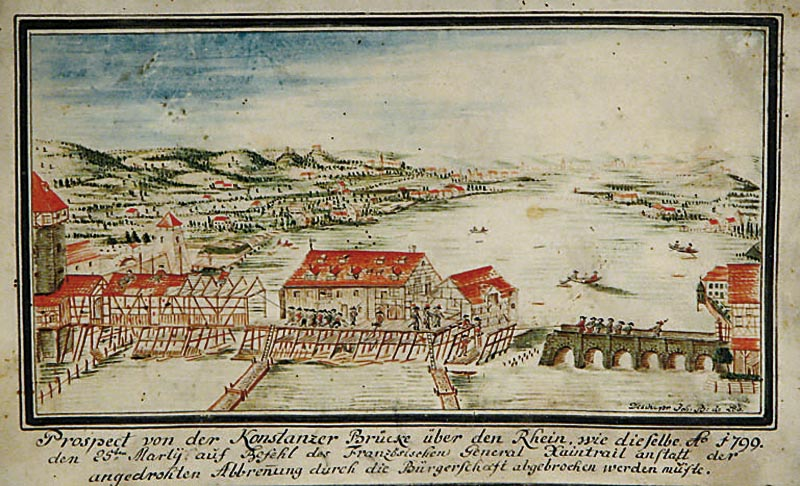
Abbruch der Konstanzer Rheinbrücke im Jahr 1799 auf Befehl des französischen Generals Xaintrailles

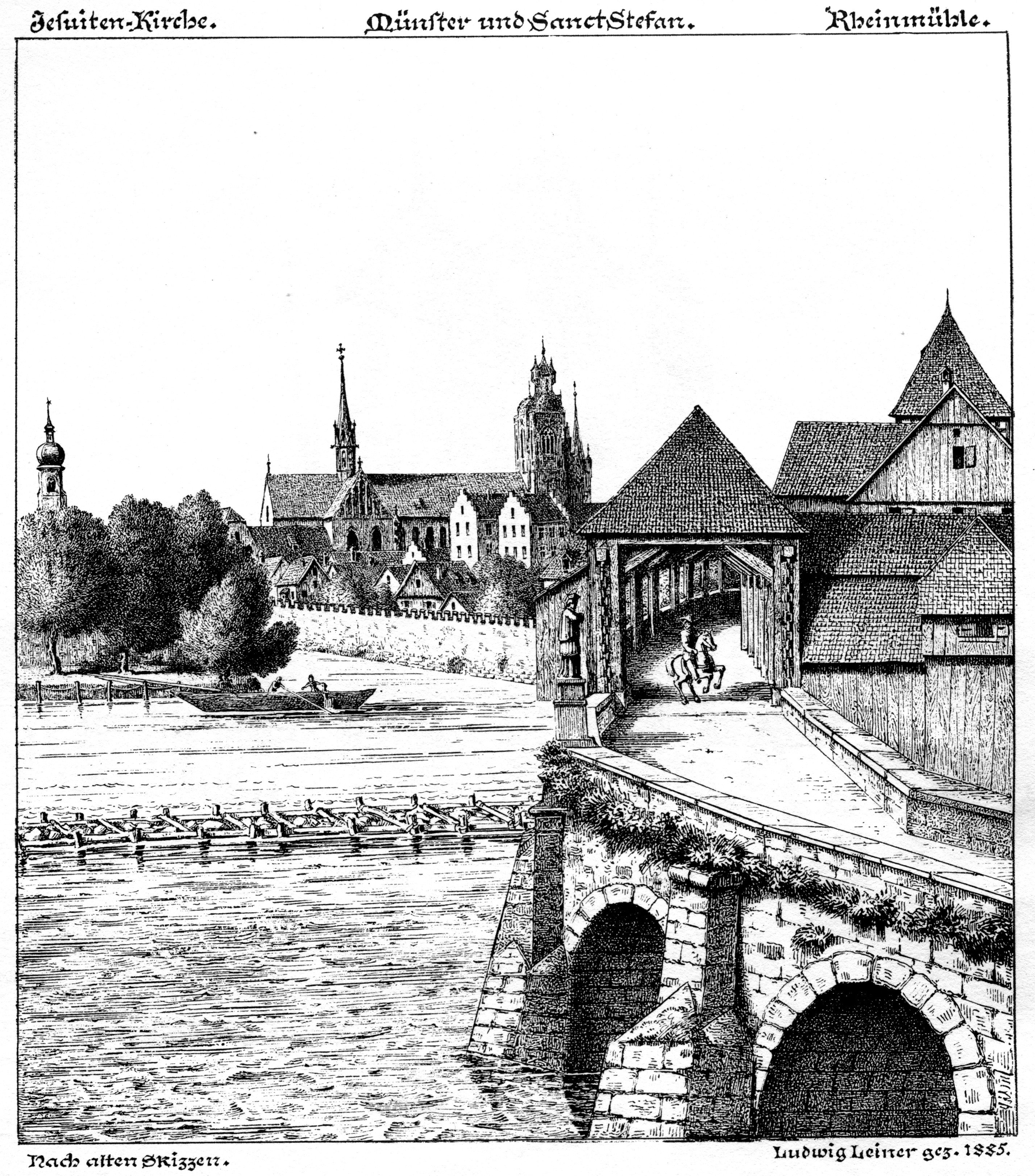
Ludwig Leiner: Alte Rheinbrücke in Konstanz, gezeichnet 1885 nach alten Skizzen

Die erste Brücke über den Seerhein bauten die Römer bei Gottlieben. Da sich in Konstanz die Handelsstraßen nach Oberitalien, Frankreich und Osteuropa kreuzten, wird für das 10. Jahrhundert eine hölzerne Brücke unterhalb von Konstanz angenommen. Der Bau einer Jochbrücke aus Holz in der Flucht der Rheingasse ist für etwa 1200 dokumentiert.
Mehrmals wurde der hölzerne Brückenüberbau durch Brände zerstört und wieder aufgebaut, so unter anderem in den Jahren 1430, 1548, 1585 und 1675. In das Brückenbauwerk wurde ab 1418, beziehungsweise 1427/1437, eine Mühle eingebaut, da die Brückenpfähle einen Rückstau des Obersees bewirkten und die 30 cm Gefälle zwischen Ober- und Untersee erhöhten. Eine unzureichende Standsicherheit führte 1540 zum Abbruch und Neubau der Rheinbrücke.
1544 war das neue Bauwerk fertiggestellt. Es bestand aus einer überdachten Holzbrücke, auf Pfahljochen gegründet, an die sich beidseitig steinerne Gewölbebrücken und Zugbrücken anschlossen. Ein Mühlenkomplex mit einem Streichwehr ergänzte das Brückenbauwerk. Am 17. März 1799 wurde die Brücke durch Napoleons Truppen erstürmt und teilweise abgetragen. Später wurde sie wieder aufgebaut. Im Jahr 1856 wurde die Brücke durch Brand zerstört. Auf einen Wiederaufbau der Brücke wurde 1857 schließlich gemäß Übereinkunft der Bodenseeuferstaaten verzichtet, da die stauende Wirkung des Bauwerks als Grund extremer Hochwasserstände im Obersee gesehen wurde. Bis zur Fertigstellung des neuen Brückenbauwerks ermöglichte eine hölzerne Behelfsbrücke die feste Querung des Seerheins.

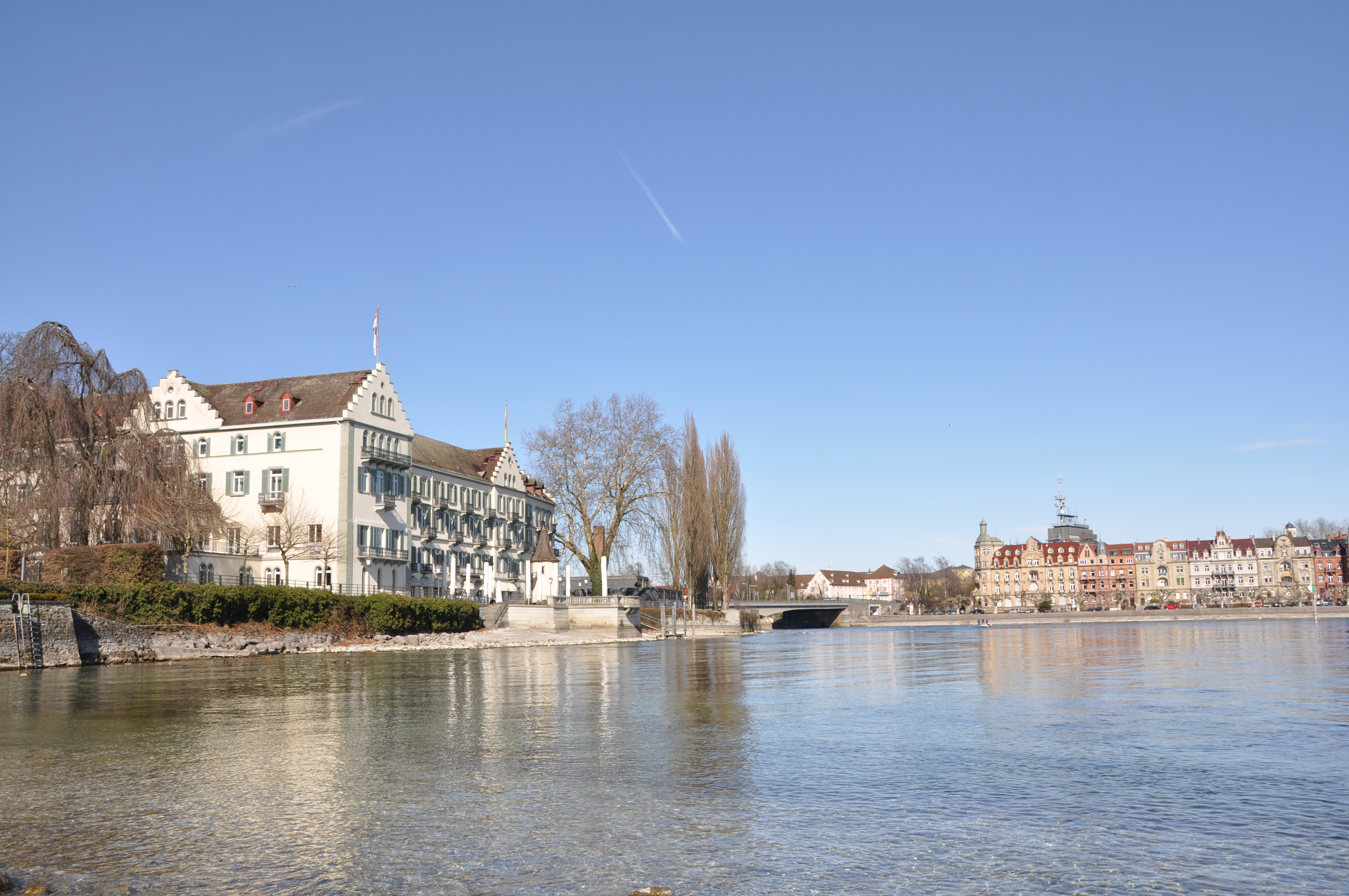
Bildmitte Alte Rheinbrücke, links Dominikanerinsel

### Brücke von 1860

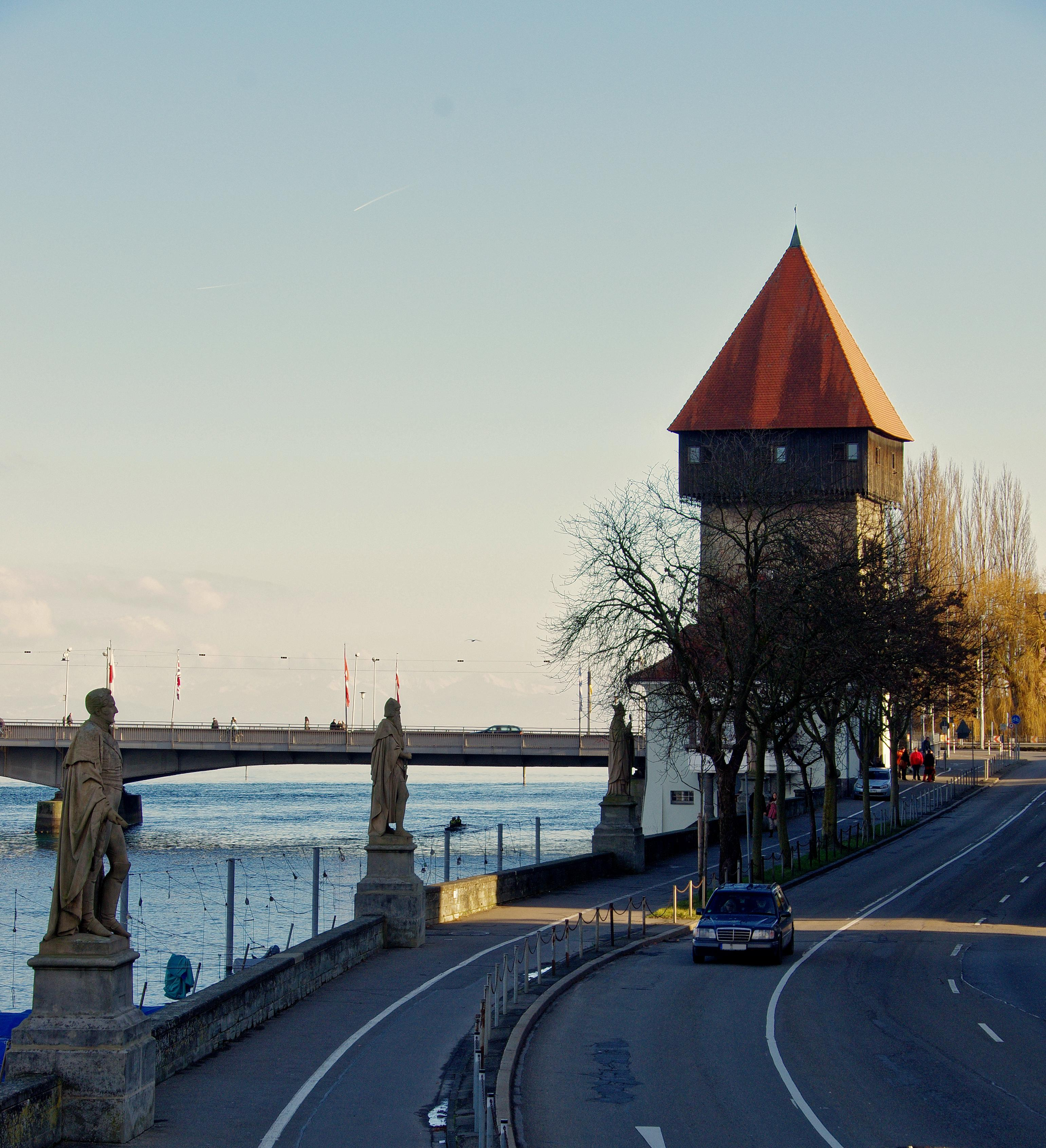
Drei (von vier) Figuren zwischen Pulverturm vom Rheintorturm aus gesehen. Im Hintergrund befindet sich die heutige Rheinbrücke

Um einen möglichst großen Abflussquerschnitt des Seerheins sicherzustellen, wurde 60 m flussaufwärts ein Brückenneubau errichtet, der neben dem Straßenverkehr auch die Badische Hauptbahn überführte und drei lange Öffnungen mit jeweils 42,6 m Stützweite aufwies. Der Badische Baurat Robert Gerwig entwarf das Bauwerk und hatte die Bauleitung der Brückenarbeiten inne. Die Firma Gebrüder Benckiser aus Pforzheim errichtete ab Oktober 1858 die Unter- und Überbauten. Die Straßenbrücke wurde am 3. Dezember 1860 dem Verkehr übergeben. Die zweigleisige Eisenbahnbrücke folgte mit der Inbetriebnahme am 15. Juni 1863, als die Badische Hauptbahn die neue Bahnlinie Waldshut–Konstanz eröffnete. Die Baukosten betrugen 600.000 Gulden. Aufgrund zunehmender Verkehrslasten der Züge musste schon 1873 ein Eisenbahngleis stillgelegt werden. In der Zeit des Nationalsozialismus wurde das Bauwerk in Horst-Wessel-Brücke umbenannt.

### Brücke von 1938

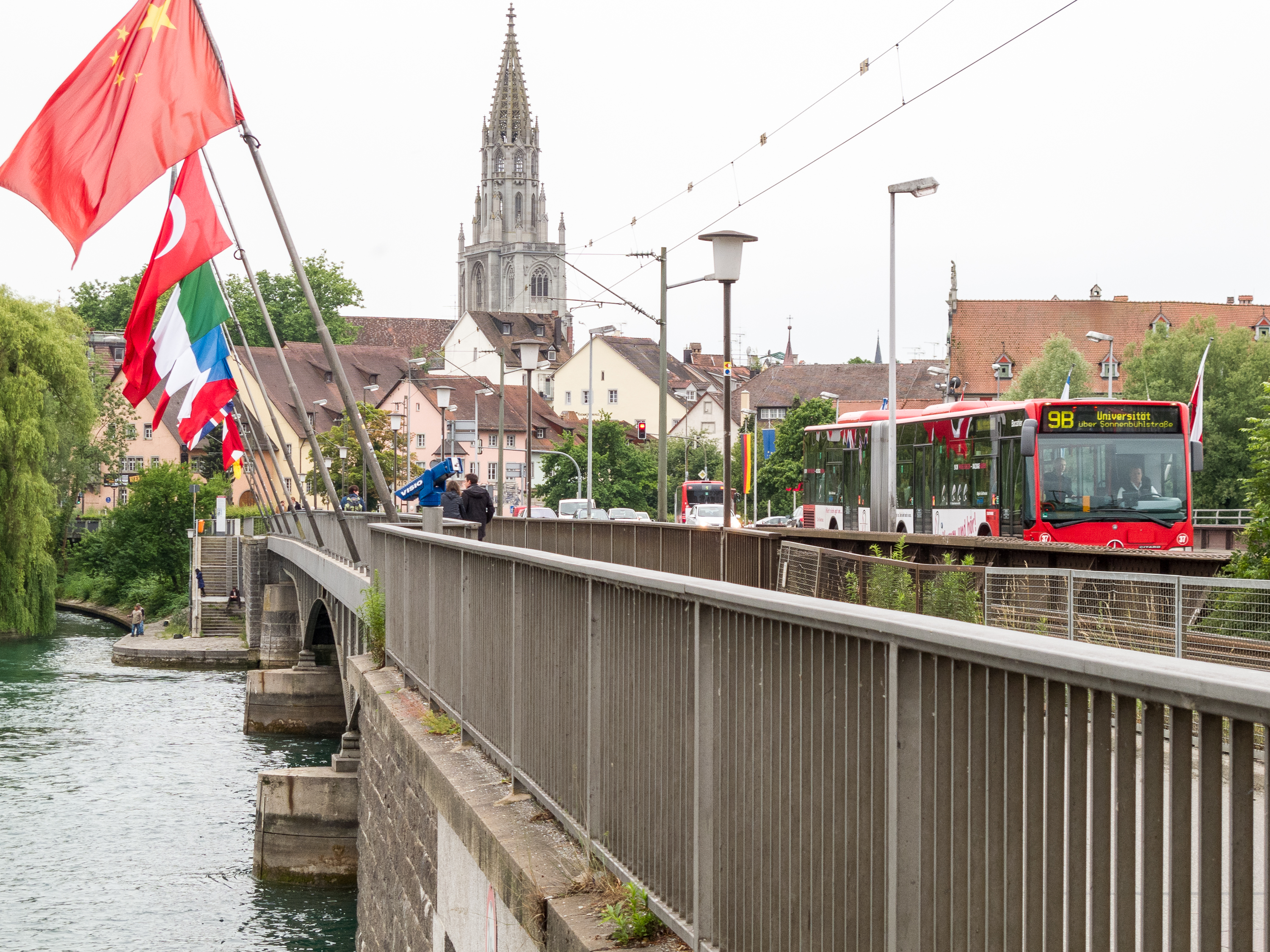
Rheinbrücke seeseitig, Fußweg, Blickrichtung zur Altstadt

Um die Leistungsfähigkeit der Rheinbrücke zu steigern, beschloss die Stadt Konstanz in Zusammenarbeit mit dem damaligen Straßenbauamt und der Deutschen Reichsbahn, die Brücke grundlegend umzubauen. Die Stützweiten blieben unverändert, allerdings wurde die Brücke um rund 50 % verbreitert. Das Unternehmen Ed. Züblin aus Stuttgart erhielt den Zuschlag und den Auftrag zur Errichtung der Unterbauten. Mit den Bauarbeiten wurde im November 1936 begonnen. Nachdem eine 190 m lange Behelfsbrücke stromabwärts errichtet worden war, folgte der abschnittsweise Rückbau der Brücke, wobei der Eisenbahnbetrieb unter Einschränkungen aufrechterhalten blieb. Von der alten Brücke wurden der eiserne Überbau sowie die Unterbauten, Widerlager und Strompfeiler bis auf die Wasserlinie abgebrochen. Vier Statuen in Sandstein, die 1861–1936 auf den Brückenpfeilern standen, wurden an den Rheinsteig versetzt. Im Schutz einer Spundwand wurden Holzpfähle mit Längen von 18 bis 20 m in den Flussgrund gerammt, die Widerlager stromabwärts verlängert und die Strompfeiler zusätzlich verbreitert. Die Herstellung der Widerlager erfolgte mit ausbetoniertem Sichtmauerwerk aus Waldulmer Granit. Die Strompfeiler wurden in der umschlossenen Baugrube eingeschalt und betoniert. Für die stählernen Überbauten hatte das Unternehmen M.A.N. Mainz-Gustavsburg den Zuschlag und Auftrag erhalten. Die einzelnen Brückenträger wurden in Schüssen im Werk Mainz-Gustavsburg hergestellt und mit der Eisenbahn zur Baustelle transportiert, wo diese dann mit einem Portalkran eingehoben und zusammengefügt (genietet) wurden. Am 9. Oktober 1938 folgte die Einweihung der neuen Brücke.

### Verbreiterung 1957
Im Zweiten Weltkrieg blieb die Seerheinbrücke unzerstört. Im Jahr 1956/57 folgte die erneute Fahrbahnverbreiterung, um dem angewachsenen Verkehr in der Stadt gerecht zu werden. Hierzu wurde der seit 1938 für das zweite Gleis freigehaltene Korridor verwendet. Dies war möglich geworden, nachdem die Deutsche Bundesbahn ihre Pläne aufgegeben hatte, den Konstanzer Hauptbahnhof zweigleisig anzuschließen.
Zur weiteren Entlastung der inzwischen größtenteils über 70 Jahre alten Straßenbrücke wurde als zweite feste Rheinquerung in Konstanz die Schänzlebrücke gebaut und 1980 dem Verkehr übergeben.

## Konstruktion

### Brücke von 1860
Die insgesamt 17,85 m breite Bogenbrücke überführte zwei Eisenbahngleise und stromabwärts eine Straßenfahrbahn mit 5,4 m Breite sowie beidseitig Gehwege. Das 127,8 m lange Bauwerk hatte drei Öffnungen mit jeweils 42,6 m Stützweite. Der Überbau bestand in jeder Öffnung aus vier vollwandigen, schmiedeeiserne Bogenträgern. Gegründet wurde das Bauwerk mit Hilfe von 992 Pfählen, auf denen mit Senkkästen die Fundamente errichtet wurden. Auf den vier Pfeilerköpfen standen Statuen der Bischöfe Konrad und Gebhard von Konstanz sowie des Herzogs Berthold von Zähringen und des Großherzogs Leopold. Die beiden letzteren wurden von Hans Baur geschaffen. Alle vier Figuren befinden sich mittlerweile zwischen Rheintorturm und Pulverturm in der Nähe der heutigen Rheinbrücke. Eine Kopie der Berthold-Statue wurde vom Bildhauer Josef Ummenhofer anlässlich der Feier zur 100-jährigen Zugehörigkeit der Stadt zum Großherzogtum Baden 1906 oder 1907 geschaffen. In diesem Fall soll die Statue jedoch den Villinger Stadtgründer Bezelin von Villingen/Birchtilo darstellen.

### Brücke von 1938

Brückenuntersicht

Die Gesamtstützweite der neuen Brücke ist unverändert 127,8 m, bei nun 26,95 m Gesamtbreite. Die Straßenfahrbahn wurde auf 10,0 m verbreitert. Die Brücke weist seitdem für den Straßenverkehr, den Eisenbahnverkehr und den nicht motorisierten Verkehr drei getrennte Überbauten auf, wobei die Pfeiler und Widerlager für zwei eingleisige Eisenbahnbrückenüberbauten ausgelegt wurden, allerdings kam nur der östliche Überbau zur Realisierung. Der erste Überbau stromabwärts ist der Fußgängersteg, der folgende die Eisenbahnüberführung der Deutschen Bahn und weiter stromabwärts die fünfstreifige Straßenbrücke, an deren westlichen Hauptträger noch eine Konsole für einen Radweg montiert ist.
In Längsrichtung weisen die Überbauten den Durchlaufträger als Bauwerkssystem auf. Jede Brücke besaß zwei stählerne Hauptträger mit variabler Konstruktionshöhe und horizontalem Obergurt, der oberhalb der Fahrbahn angeordnet war. Der Untergurt weist über den Strompfeilern eine vertikale Krümmung mit einem Radius von etwa 100 m auf.
In der Lücke zwischen Eisenbahn- und Straßenbrücke wurde 1957 auf die bereits vorhandenen Lägerbänke der Widerlager und Pfeiler ein dritter Hauptträger eingefügt, der die östliche Fahrbahntafel trägt.

## Durchfahrtshöhe

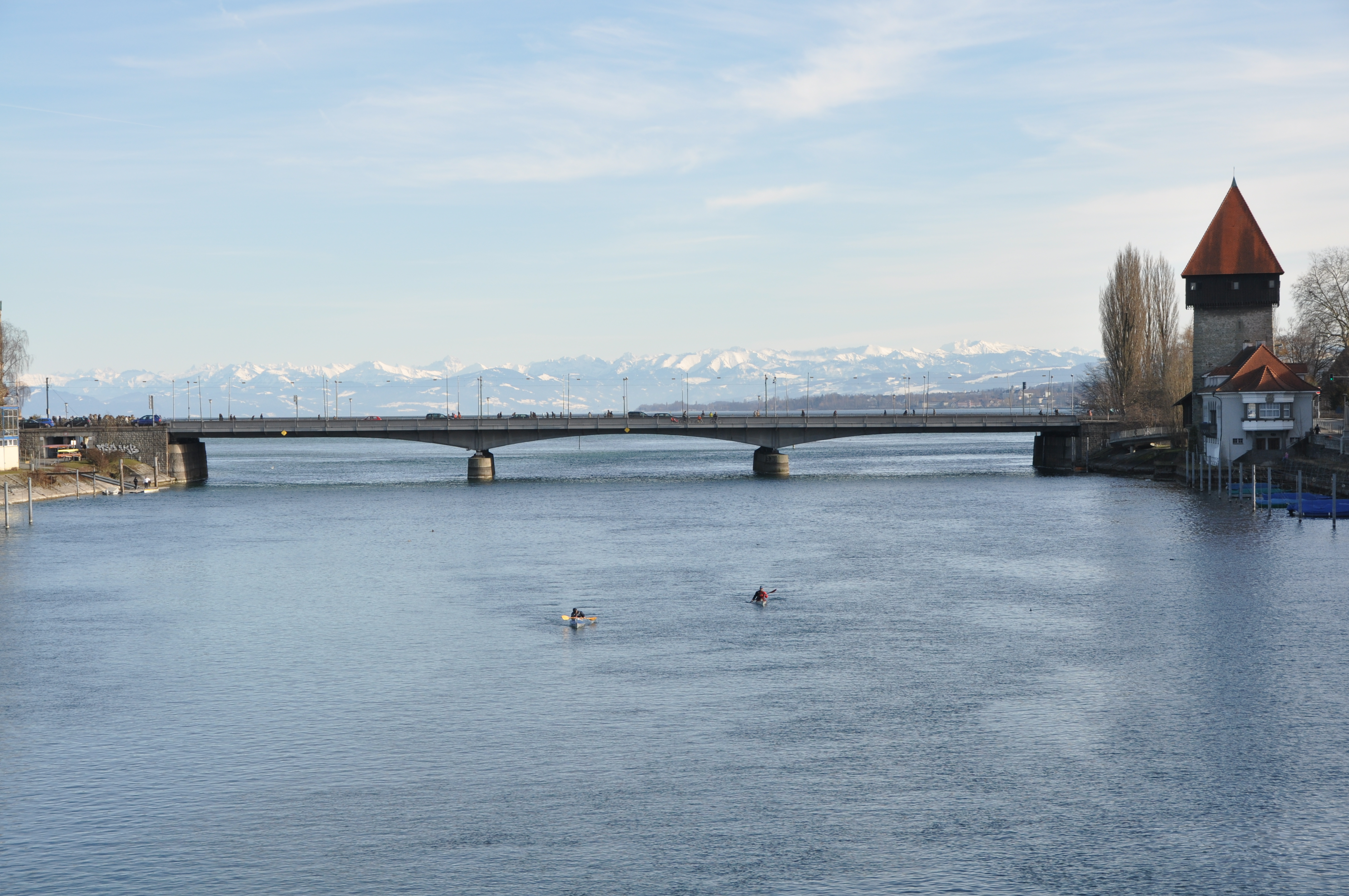
Konstanz, Alte Rheinbrücke

Die Durchfahrtshöhen betragen bezogen auf den Konstanzer Normalpegel, vom Oberen See betrachtet, links 5,75 m, mittig 6,15 m und rechts 6,33 m. Für die Boote der Schweizerischen Schifffahrtsgesellschaft Untersee und Rhein (Urh) ist die Durchfahrt bis zu einem Pegelstand von 4,92 Meter möglich (Stand 2016). Dies entspricht einem Hochwasserstand mit einer Jährlichkeit von etwa fünf Jahren.

## Beflaggung

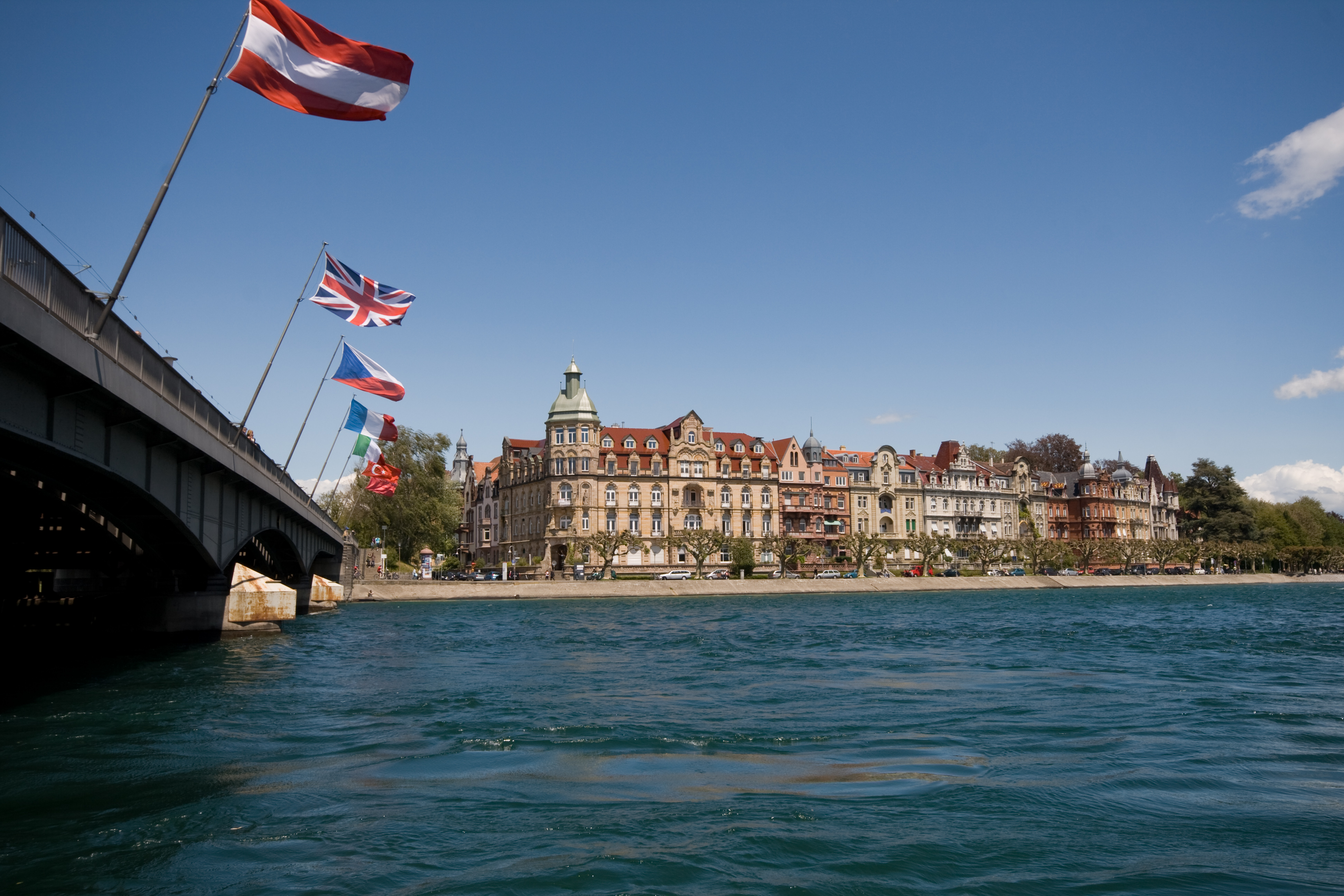
Alte Rheinbrücke über Seerhein mit Beflaggung

Die Alte Rheinbrücke ist auf beiden Seiten von Ostern bis Herbst beflaggt. Gehisst ist die Flagge des Bundeslandes Baden-Württemberg, in dem Konstanz liegt, außerdem die Flaggen der an den Bodensee angrenzenden Länder Schweiz und Österreich, dazu die des Fürstentums Liechtenstein sowie eine Flagge in Regenbogenfarben als „Symbol für Toleranz und Vielfalt“. Weiter vertreten sind die Flaggen der Länder der Konstanzer Partnerstädte: Frankreich, Tschechien, China, Italien und Großbritannien. Weitere acht Flaggen variieren und repräsentieren die Länder, aus denen die meisten Übernachtungsgäste kommen. Im Jahr 2025 wurden stattdessen Flaggen mit den acht Leitwerten (Stabilität, Fürsorge, Vielfalt, Qualität, Transparenz, Engagement, Respekt und Verantwortung) der Spitalstiftung Konstanz, welche das 800-jährige Bestehen feiert, gehisst.

## Relief
An der Unterführung der Rheinbrücke zwischen der Seestraße und dem Ruderverein Neptun ist im Jahr 2018 ein Relief eines „Außerirdischen“ des „Street Art“-Künstlers Vanadium (Bildhauer) aus Charkiw (Ukraine) angebracht worden.